# 286163 Begeni
286163 Begeni è un asteroide della fascia principale. Scoperto nel 2001, presenta un'orbita caratterizzata da un semiasse maggiore pari a 1,8974334 au e da un'eccentricità di 0,0619026, inclinata di 20,36043° rispetto all'eclittica.